# Unterseeboot UB-80
Pour les autres navires du même nom, voir Unterseeboot 80.
L'Unterseeboot UB-80 est un sous-marin (U-Boot) allemand de type UB III utilisé par la Kaiserliche Marine pendant la Première Guerre mondiale. Il est mis en service dans la marine impériale allemande le 8 septembre 1917.
L'UB-80 s’est rendu au royaume d'Italie, conformément aux exigences de l’armistice avec l’Allemagne, le 26 novembre 1918. Il a été démantelé à La Spezia en mai 1919.

## Conception
Comme tous les sous-marins de type UB III, l'UB-80 avait un déplacement de 516 tonnes en surface et de 647 tonnes en immersion. Ses moteurs lui permettaient de naviguer à 13,4 nœuds (24,8 km/h) en surface et à 7,5 nœuds (13,9 km/h) en immersion. Il avait une autonomie de 8180 milles marins (15150 km) à sa vitesse de croisière. L'UB-80 transportait 10 torpilles et était armé d’un canon de pont de 8,8 cm. L'UB-80 avait un équipage pouvant compter jusqu’à 3 officiers et 31 hommes.

## Carrière
L'UB-80 a été construit par AG Weser à Brême. Après un peu moins d’un an de construction, il a été lancé à Brême le 4 août 1917. Il a été mis en service plus tard la même année sous le commandement du Kapitänleutnant Max Viebeg.

## Affectations
- Flottille Flandern I : du 6 novembre 1917 au 7 octobre 1918
- IIe flottille : du 7 octobre au 11 novembre 1918

## Commandants
- Kapitänleutnant Max Viebeg[5] : du 8 septembre 1917 au 11 novembre 1918

## Navires coulés
| Date             | Nom             | Nationalité    | Tonnage | Destin    |
| ---------------- | --------------- | -------------- | ------- | --------- |
| 26 novembre 1917 | Ango            | France         | 7393    | Endommagé |
| 27 novembre 1917 | Bleamoor        | United Kingdom | 3755    | Coulé     |
| 30 novembre 1917 | Kalibia         | United Kingdom | 4930    | Coulé     |
| 4 décembre 1917  | Vav             | Norvège        | 1255    | Coulé     |
| 5 décembre 1917  | Armenia         | United States  | 5403    | Endommagé |
| 11 janvier 1918  | Barsac          | France         | 1806    | Coulé     |
| 11 janvier 1918  | Mississippi     | France         | 6687    | Endommagé |
| 14 janvier 1918  | Arthur Capel<   | France         | 822     | Coulé     |
| 17 janvier 1918  | Kingsdyke       | United Kingdom | 1710    | Coulé     |
| 17 janvier 1918  | War Thistle     | United Kingdom | 5166    | Endommagé |
| 4 mars 1918      | Polkerris       | France         | 943     | Coulé     |
| 5 mars 1918      | Uskmoor         | United Kingdom | 3189    | Coulé     |
| 7 mars 1918      | Martha          | Belgique       | 653     | Coulé     |
| 9 mars 1918      | Grane           | Norvège        | 1122    | Coulé     |
| 15 avril 1918    | Ailsa Craig     | United Kingdom | 601     | Coulé     |
| 16 avril 1918    | George Harper   | United Kingdom | 1613    | Endommagé |
| 18 avril 1918    | Bamse           | United Kingdom | 958     | Coulé     |
| 21 avril 1918    | Westergate      | United Kingdom | 1760    | Coulé     |
| 25 avril 1918    | Sevilla         | Norvège        | 1318    | Coulé     |
| 7 juin 1918      | Axpe Mendi      | Espagne        | 2873    | Coulé     |
| 10 juin 1918     | Stryn           | United Kingdom | 2143    | Coulé     |
| 11 juin 1918     | Boma            | United Kingdom | 2694    | Coulé     |
| 30 juillet 1918  | HMS Stock Force | Royal Navy     | 732     | Coulé     |
| 6 septembre 1918 | Audax           | United Kingdom | 975     | Coulé     |
| 9 septembre 1918 | Taurus          | Norvège        | 1239    | Coulé     |